# Chris Impellitteri
Chris Impellitteri, född 1964, är en amerikansk gitarrist och ledare för musikgruppen Impellitteri.